# غايتانو أورلاندو
غايتانو أورلاندو هو لاعب هوكي الجليد كندي، ولد في 13 نوفمبر 1962 في مونتريال في كندا.

## وصلات خارجية
- غايتانو أورلاندو على موقع دوري الهوكي الوطني (الإنجليزية)
- غايتانو أورلاندو على موقع قاعة مشاهير الهوكي (لاعب أن.إتش.أل) (الإنجليزية)
- غايتانو أورلاندو على موقع EliteProspects.com (الإنجليزية)
- غايتانو أورلاندو على موقع Eurohockey.com (الإنجليزية)
- غايتانو أورلاندو على موقع HockeyDB.com (الإنجليزية)
- غايتانو أورلاندو على موقع Hockey-Reference.com (الإنجليزية)
- غايتانو أورلاندو على موقع اللجنة الأولمبية الدولية (الإنجليزية)
- غايتانو أورلاندو على موقع أوليمبيديا (الإنجليزية)